# James Wlcek
 (novembre 2019).
Si vous disposez d'ouvrages ou d'articles de référence ou si vous connaissez des sites web de qualité traitant du thème abordé ici, merci de compléter l'article en donnant les références utiles à sa vérifiabilité et en les liant à la section « Notes et références ».
James Wlcek, (né le 22 février 1964) est un acteur américain de New York.

## Biographie
Il commence sa carrière à l'écran en 1987 dans la série Histoires de l'autre monde (1983). Au cours des années 1980, Wlcek a obtenu un rôle dans Ryan's Hope (1975) de 1987 à 1989. Cette même année, il se retrouve également dans son premier film Potins de femmes (1989). Poursuivant son travail dans les années 1990, James Wlcek a trouvé du travail épisodique dans plusieurs séries et feuilletons télévisés avant sa plus grande percée, en 1997. Cette percée a été un rôle récurrent dans la série d'action criminelle Walker, Texas Ranger de CBS (1993). Son personnage, Trent Malloy était un instructeur d'arts martiaux bien élevé qui allait aider Walker et les Rangers à faire tomber les méchants. Dans la série, le Malloy de Wlcek faisait souvent équipe avec son bon ami de la police de Dallas, Carlos Sandoval, joué par Marco Sanchez. Cette présence récurrente à l'écran a plus tard valu à Wlcek une série dérivée créée par Chuck Norris et intitulée Le Successeur (1999). La série mettait l'accent sur les personnages de Wlcek et Sanchez de la série Walker et bien qu'elle aurait reçu de bonnes cotes d'écoute, la SCS a annulé la série pour des raisons budgétaires. À l'aube du XXIe siècle, Wlcek a trouvé du travail dans d'autres séries, dont JAG (1995) et Division d'élite (2001). Le public et les fans pourront également trouver ses œuvres plus récentes dans les téléfilms Hydra (2009) et Noël au Far West (2011). 